# مهدی فیروزان
مهدی فیروزان، دبیر سابق فرهنگستان زبان و ادب فارسی، مدیر سابق انتشارات سروش، بنیانگذار شهر کتاب، بنیانگذار فیدیبو، منتشرکننده اولین سی دی در ایران، مدیر پروژه تولید سرود ملی و خواهرزاده امام‌ موسی صدر و داماد اوست.

## تحصیلات:
مهدی فیروزان دوران ابتدایی را در مدرسه مهدیه در تجریش گذراند، دوران دبیرستان را در مدرسه علوی سپری کرد و دانشگاه در رشته کشاورزی دانشگاه مشهد قبول شد و برای ادامه تحصیلات به بیروت رفت اما فوق لیسانس علوم سیاسی خود را از دانشگاه بیروت دریافت کرد. در سال 60 به ایران بازگشت و به دعوت صداوسیما در انتشارات سروش به مدت 12سال فعالیت داشت و سپس دبیر فرهنگستان زبان و ادب فارسی شد و در حال حاضر عضو هیئت مدیره شهر کتاب می باشد.

## خانواده فیروزان:
نورالله‌خان فیروزان، پدر بزرگ مهدی فیروزان، رئیس تلگراف‌خانه قصر شاهنشاهی بوده است و مادربزرگش، شازده فخرالملوک 
پدر مهدی فیروزان از قاجار بود و با طرحی که به دولت سوئیس داد، با دعوت رئیس جمهور وقت سوئیس به سوئیس رفت. 
دایی و پدرزن مهدی فیروزان، امام موسی صدر است.
دختر فیروزان، نوه امام موسی صدر، دانش‌آموخته روان‌شناسی از دانشگاه UCL لندن بود و به زبان‌های انگلیسی و عربی تسلط داشت. 